# تورا-سان، میانجی
تورا-سان، میانجی (انگلیسی: Tora-san, the Go-Between) یک فیلم کمدی ژاپنی محصول ۱۹۸۵ به کارگردانی یوجی یامادا است. این فیلم سی و پنجمین فیلم از مجموعه محبوب و طولانی‌مدت اوتوکو وا تسورای یو است.

## خلاصه
در ناگاساکی، تورا سان و یکی از آشنایانش به پیرزنی که زمین‌خورده و خودش را مجروح کرده کمک می‌کنند. او آنها را به خانه‌اش دعوت می‌کند، جایی که هر سه شبی را در خوردن و آشامیدن شریک می‌شوند. همان شب سلامتی پیرزن رو به وخامت گذاشته و می‌میرد. در مراسم تشییع جنازه او، تورا سان عاشق نوه پیرزن می‌شود، اما به عنوان میانجی برای او و یک دانشجوی جوان حقوق شروع به میانجیگری می‌کند.

## ارزیابی انتقادی
آهنگساز سریال نائوزومی یاماموتو برای کارش در تورا-سان، میانجی نامزد دریافت بهترین موسیقی در جایزه آکادمی فیلم ژاپن شد. اگرچه با اظهار نظر این که فیلم با یک سکانس رؤیایی خنده دار و طنزآمیز آغاز می‌شود  تصنیف نارایاما استوارت گالبریث چهارم این فیلم را یکی از ضعیفترین قسمت از مجموعه فیلم‌های تورا-سان که هیچ زمینه جدیدی برای سریال ایجاد نمی‌کند، در عوض تورا سان را در موقعیت‌هایی قرار می‌دهد که قبلاً در آن قرار داشته‌است. سایت آلمانی زبان تورا-سان، میانجی سه و نیم ستاره از پنج ستاره می‌دهد.